# Italienska militärorden
Italienska militärorden (italienska: Ordine Militare d'Italia già Ordine Militare i Savoia), är en italiensk orden instiftad 1815 av kung Viktor Emanuel I i två grader, utökad till fem grader 1895. Det är den högsta militära orden i den italienska republiken och före detta Kungariket Italien. Det grundades som Savojiska militärorden. Orden delas ut för framstående ledarskap i krig eller enskilda personer som har "beprövad expertis, en känsla av ansvar och mod."
Orden fortsatte utdelas efter Italiens enande 1861 och återupplivades under sitt nya namn efter grundandet av republiken 1946. Den tilldelas genom dekret av Republiken Italiens president, ordens stormästare, på rekommendation av försvarsministern. Idag finns bara 14 levande mottagare: fem från armén, tre från marinen och sex från flygvapnet.

## Grader
De olika graderna av orden, som kan tilldelas postumt, är som följer:
| Monarki | Republik | Klass (Svenska)                   | Fullständig titel på italienska                       |
| ------- | -------- | --------------------------------- | ----------------------------------------------------- |
|         |          | 1:a klass / Riddare av storkorset | Cavaliere di Gran Croce dell'Ordine militare d'Italia |
|         |          | 2:a klass / Storofficer           | Grande Ufficiale dell'Ordine militare d'Italia        |
|         |          | 3:e klass / Kommendör             | Commendatore dell'Ordine militare d'Italia            |
|         |          | 4:e klass / Officer               | Ufficiale dell'Ordine militare d'Italia               |
|         |          | 5:e klass / Riddare               | Cavaliere dell'Ordine militare d'Italia               |